# Уилсон, Митчелл
Ми́тчел Уи́лсон (англ. Mitchell Wilson; 17 июля 1913, Нью-Йорк — 25 февраля 1973, там же) — американский писатель и физик.

## Биография
На втором году учёбы в Нью-Йоркском университете заинтересовался физикой. Окончил Колумбийский университет под руководством Исидора Раби, в будущем нобелевского лауреата. В 1939 году сотрудничал в качестве ассистента с Энрико Ферми, который в то время работал в Колумбийском университете. С 1945 г. полностью посвятил себя литературной карьере.
Уилсон начинал с остросюжетных книг. В начале писательской карьеры он создал в соавторстве с Абрахамом Полонски роман «Гусь приготовлен» (The Goose is Cooked, написан в 1940, издан в 1942) под общим псевдонимом Эмметт Хогарт (Emmett Hogarth). По одному из его романов — «Никто так не слеп» («None so blind») — снят фильм «Женщина на берегу» Жана Ренуара (1947). Однако наиболее известные и значительные его романы связаны с темой науки и жизни учёных — прежде всего, это книги «Живи с молнией» (англ. Live with Lightning, 1949, русский перевод — 1952), «Встреча на далёком меридиане» (англ. Meeting at a far meridian, 1961, русский перевод — 1961) и «Брат мой, враг мой» (англ. My Brother, My Enemy, 1952). В последней герои работают над изобретением телевидения — с одним из главных его изобретателей, Владимиром Зворыкиным, Уилсон был близко знаком. Тема ответственности ученого за свои изобретения и их дальнейшую судьбу, а также тонкий психологический анализ внутреннего мира человека науки сделали эти книги Уилсона популярными в США и особенно в Советском Союзе 1950—1970-х годов.
Приезжал в СССР, отдыхал в Доме творчества писателей им. А. П. Чехова в Ялте.
Среди работ Уилсона важное место занимают также ряд научно-популярных и биографических книг. Так, серия литературных портетов «Американские учёные и изобретатели» («American Science and Invention, a Pictorial History», 1954) стала стандартным биографическим справочником; пользовались популярностью «Человеческое тело» («The human body : what it is and how it works», 1959), «Энергия» («Energy», 1963), «Страсть к знанию» («Passion to Know», 1972). В последней книге Уилсон исследует и сравнивает работу учёных в обществах различного типа; автор, владевший русским языком, для её написания проинтервьюировал нескольких известных советских учёных. Книги М. Уилсона издавались в переводах на многие языки мира, от исландского до вьетнамского .

## Семья
Был женат первым браком на Хелен Вайнберг Уилсон, враче по профессии (две дочери: Эрика Сильверман и Виктория Уилсон). После развода женился на Стелле Адлер, известной актрисе и театральном педагоге.

## Интересные факты
- Роман «Живи с молнией» (англ. Live with Lightning) был трижды издан в Советском Союзе (в 1952, 1953 и 1959 годах) под названием «Жизнь во мгле»   . В 1956 г. роман был переиздан на русском языке в Свердловском книжном издательстве под более близким к оригиналу названием  . Отрывки из этого романа использованы в советских учебниках английского языка для технических вузов .
- В романе «Брат мой, враг мой» Митчелл Уилсон использовал дневники Б. П. Грабовского, который первым в мире смог в 1928 году продемонстрировать передачу движущегося изображения с помощью полностью электронной системы телевидения. Полная версия романа включает в себя две книги — «Брат мой, враг мой» и «Дэви Мэллори» (ориг. — «Davy Mallory»)[6][7].

## Публикации

### На английском языке
- The Goose is Cooked, 1942 (в соавторстве с Абрахамом Полонски под общим псевдонимом Emmett Hogarth)
- …Stalk the hunter, 1943
- None so blind, 1945
- The panic-stricken, 1946
- Live with lightning, 1949
- The Kimballs, 1950
- My Brother, My Enemy, 1952
- American Science and invention, a pictorial history, 1954
- The Lovers, 1954
- The Human Body, 1959
- Meeting at a far meridian, 1961
- The body in action, 1962
- Energy, 1963
- The huntress, 1966
- Seesaws to cosmic rays, 1967
- Passion to know: the world’s scientists, 1972

### На русском языке
- Уилсон М. Американские учёные и изобретатели = American Science and invention / Пер. с англ. В. Рамзеса; под ред. Н. Тренёвой. — М.: Знание, 1975. — 136 с. — 100 000 экз. (Бенджамен Франклин, Эли Уитни, Сэмюэл Морзе, Чарльз Гудиир, Александр Белл, Томас Эдисон, Уиллард Гиббс, Альберт Майкельсон, Роберт Милликен, братья Райт, Ли де Форест, Ирвинг Лангмюр)
- Уилсон М. Жизнь во мгле / Пер. с англ. Н. Тренёвой; Предисловие О. Писаржевского; Редактор Т. Кудрявцева. — М.: Иностранная литература, 1954.
- Уилсон М. Живи с молнией / Пер. с англ. Н. Треневой; Предисловие О. Писаржевского; Редактор Б. Крупаткин. — Свердловск: Свердловское книжное издательство, 1956.
- Уилсон М. Брат мой, враг мой / Пер. с англ. Н. Тренёвой. — М.: Издательство иностранной литературы, 1956.
- Уилсон М. Встреча на далёком меридиане / Пер. с англ. И. Гурова, Н. Дехтерева, Н. Тренева. — М.: Иностранная литература, 1961.